# جو جون یونگ
جو جون یونگ (کره‌ای: 조준영؛ زادهٔ ۲۶ دسامبر ۲۰۰۲) بازیگر اهل کره جنوبی زیر نظر اس‌ام انترتینمنت است.

## فیلم‌شناسی

### فیلم
| سال  | عنوان                | نقش    | منابع |
| ---- | -------------------- | ------ | ----- |
| ۲۰۲۱ | یک پایان سال رنگارنگ | سه جیک | [ ۲ ] |

### مجموعه تلویزیونی
| سال  | عنوان                         | نقش             | منابع |
| ---- | ----------------------------- | --------------- | ----- |
| ۲۰۲۱ | پخش زنده                      | پارک یونگ جه    | [ ۳ ] |
| ۲۰۲۱ | آیدل: شاهکار                  | هان سون وو (ری) | [ ۴ ] |
| ۲۰۲۲ | ام عزیز                       | بان یی دام      | [ ۵ ] |
| ۲۰۲۳ | تمام چیزهایی که دوست داشتیم   | گو جون هی       | [ ۶ ] |
| ۲۰۲۴ | اوپنینگ – «کودک میلیون دلاری» |                 | [ ۷ ] |
| ۲۰۲۵ | بانی و پسرانش                 | چا جی وون       | [ ۸ ] |

### مجموعه اینترنتی
| سال | عنوان          | نقش         | منابع  |
| --- | -------------- | ----------- | ------ |
| TBA | هی‌سو در کلاس ۲ | جو چان یونگ | [ ۹ ]  |
| TBA | انگشتان روح    | نام گی جونگ | [ ۱۰ ] |